# Carcaixent
Carcaixent – gmina w Hiszpanii, w prowincji Walencja, we wspólnocie autonomicznej Walencja, o powierzchni 59,25 km². W 2011 roku liczyła 20 779 mieszkańców.

## Współpraca
Miejscowość partnerska:
- Eeklo, Belgia